# 緑町駅 (長野県)
緑町駅（みどりちょうえき）は、かつて長野県長野市にあった長野電鉄長野線の駅。現在の市役所前駅よりやや権堂駅寄りに存在していた。

## 概要
長野電鉄の前身のひとつで、長野市と上高井郡須坂町（現・須坂市）の都市間輸送を目的に設立された長野電気鉄道は、省線（現・JR東日本）長野駅を起点に工事を着工する予定でいたが、路線の予定図に長野市立長野尋常高等小学校鍋屋田部校（現・長野市立鍋屋田小学校）の校庭が入ることなどがネックとなって、権堂駅起点で工事を開始し開業することを余儀なくされていた。しかし、ルートを校庭から少し東へずらす事で解決、1928年（昭和3年）6月24日に長野駅 - 権堂駅間が開業してようやく目標が達成された。この時に錦町駅（現・市役所前駅）と共に開業したのが緑町駅である。
当駅は相対2面2線のホームを持ち、長野駅側にこぢんまりとした駅舎が置かれ切符の販売などを行っていたが、待合室はなかった。1945年（昭和20年）8月10日、戦時節電を理由に当駅は休止されそのまま終戦。長野市内にありながら戦後も当駅は復活されることなく荒れ放題となっていた。その間長野駅 - 善光寺下駅間の地下線（連続立体交差）化が計画され、1981年（昭和56年）3月1日から地下線での営業を開始。錦町駅へ統合されて市役所前駅となることとなったため、復活されないまま1981年（昭和56年）2月28日をもって廃駅となった。

## 歴史
- 1928年（昭和3年）6月24日：長野 - 権堂間の地上で開業により錦町駅（現・市役所前駅）と共に開業[1]。
- 1945年（昭和20年）8月10日：戦時節電を理由に休止（事実上の廃止）[1]。
- 1981年（昭和56年）3月1日：長野 - 善光寺下間の地下化により、地下駅化する錦町駅（同日「市役所前駅」に改称）へ統合され正式に廃止[1]。